# 猿渡信光
猿渡信光（天文3年（1534年） - 天正15年4月17日（1587年5月24日）），戰國時代及安土桃山時代的武將。島津氏家臣。官位掃部兵衛，後來成為越中守。先祖是平高望、父親為猿渡信資。兒子為猿渡信豐與猿渡與三。

## 略历
天文3年（1534年）出生。
仕於島津氏，支配領包括加世田及羽月等地區，擔任地頭職務。擅於武勇，於天正12年（1584年）與肥前國的龍造寺氏交戰的沖田畷之戰建立功勳。其在沖田畷之戰中，率領約1千人部隊作戰（島津・有馬聯合軍總數約6千），但嫡子彌次郎於戰役中陣亡。
天正15年（1587年）豐臣秀吉的九州征伐時，於根白坂之戰陣亡。